# Макаров, Николай Петрович
Никола́й Петро́вич Мака́ров (4 (16) февраля 1810, Чухлома Костромской губернии — 5 (17) декабря 1890, с. Фуниково-Рожествено Тульской губернии) — русский лексикограф, концертирующий гитарист. Организатор первого международного конкурса гитаристов (Брюссель, 1856).

## Биография[1][2]
Родители Николая Петровича — костромские дворяне. Отец, Пётр Петрович Макаров, владел родовым имением близ Чухломы, сельцом Першино. Мать, Анна Макаровна Мичурина, была из старинного и богатого костромского рода. Рано лишившись матери, Николай Макаров воспитывался у своих тёток — М. П. Волконской и А. А. Шиповой. С детства играл на скрипке.
В 1823 году юный Макаров уехал с дядей Валерианом Макаровичем Мичуриным в Варшаву, чтобы со временем поступить там в школу гвардейских подпрапорщиков. В 1830 Николай Макаров окончил школу и был произведён в офицеры. 17 ноября 1830 вспыхнуло польское национально-освободительное восстание, и он в числе других русских был задержан как военнопленный. Получил свободу только по взятии Варшавы Паскевичем в августе 1831.
Николай Петрович Макаров был офицером, потом служил у В. А. Кокорева. Когда между ними произошёл разрыв, Макаров напечатал в «Современнике» (1859) обличительную статью против Кокорева под заглавием «Задушевная исповедь».
В сентябре 1837 года Н. П. Макаров обвенчался с воспитанницей Смольного института благородных девиц Александрой Петровной Болтиной (? — 7.03.1845), приданым которой было тульское имение. Выйдя в чине майора в отставку, в августе 1838 Макаров с семьёй переехал в село Фуниково-Рождествено под Тулу. Здесь он увлёкся игрой на гитаре и, занимаясь по десять-двенадцать часов ежедневно, вскоре добился значительных успехов.
В 1841 году на концерте музыкантов-любителей в Туле, в зале Дворянского собрания, состоялось первое публичное выступление Макарова. 
17 января 1848 года Н. П. Макаров женится вторым браком на Софии Михайловне Богаевской (1821 - 03.1854), младшей сестре Управляющего Московским отделением почтовых карет и бриг Игнатия Михайловича Богаевского (? - 09.1853). В мае 1849 года у них рождается дочь Елизавета.
В 1851 для усовершенствования своего исполнительского мастерства Макаров едет за границу — сначала в Вену, а затем в Париж. В 1852 он отправился в Германию, затем на Всемирную выставку в Лондон. В 1856 году он на свои средства организовал в Брюсселе первый международный конкурс гитаристов.
Живя в тульской деревне, был корреспондентом «Голоса» и других газет.

## Семья
- 1-й брак:
  - Александра Петровна Болтина (? — 7.03.1845).
    - Дочь Анна (1838—1903), писательница, переводчица, составительница Полного немецко-русского словаря; обучалась в Елизаветинском институте в Москве, о чём оставила воспоминания — Очерки институтской жизни былого времени. (Из воспоминаний институтки). // «Заря». — 1870, № 8. — С. 107—149; № 9. — С. 3—65. Вышла замуж за А. Н. Энгельгардта[13].
    - Сын Александр (1839 — 1840)[14].
    - Дочь Евгения (? — 1843)[14].
    - Сын Николай[15]. (1843[16] — ?.01.1869)[17][14].
- 2-й брак:
  - Софья Михайловна Богаевская (1821 — 03.1854).
    - Дочь Елизавета (?.05.1849 — ?).
- 3-й брак:
  - Жена Ольга[18][19].
    - Дочь и три сына[17].

## Беллетристика
Издал три обличительно-сатирических романа под псевдонимом Трёхзвёздочкина:
- «Банк тщеславия» (СПб., 1861),
- «Две сестрички, или Новое фарисейство» (СПб., 1861)
- «Победа над самодурами и страдальческий крест» (СПб., 1861).

Позже написал и издал под своим именем:
- «Три бичующие сатиры»
- «Мои семидесятилетние воспоминания и с тем вместе моя полная предсмертная исповедь» в 4-х частях СПб.: Типографии Тренке и Фюсно, 1881-1882. - Ч. 1. 1881. XII + 195 c.; Ч. 2. 1881. 150 + 59 (приложение) c.; Ч. 3. 1882. 235 c.; Ч. 4. 1882. 238 c.
- «Калейдоскоп» (1883).

## Труды
- «Полный русско-французский словарь» (6-е изд. 1893),
- «Полный французско-русский словарь» (6-е изд. 1890),
- «Международные словари» для учебных заведений,
- «Немецко-русский словарь» (1873).

- «Энциклопедия ума, или Словарь избранных мыслей» (1878)
- «Лат., итал. и англ. пословицы и поговорки»

## Спорное авторство известной песни
В 1933 году вышла книга Б. М. Эйхенбаума «Маршрут в бессмертие (Жизнь и подвиги чухломского дворянина и международного лексикографа Николая Петровича Макарова)» — подробная, основанная на документах художественная биография Н. П. Макарова.
В большинстве песенных сборников автором слов популярной песни «Однозвучно гремит колокольчик» назван крепостной поэт Иван Макаров (1820—1852), текст которого был опубликован после его смерти в журнале «Пантеон», издававшемся Фёдором Кони. По другой версии, поддерживаемой Б. М. Эйхенбаумом, автором слов является Николай Петрович Макаров. Приведённый в книге Б. М. Эйхенбаума текст Н. П. Макарова несколько отличается от знакомого нам, устоявшегося, более позднего текста:
```
Однозвучно гремит колокольчик, 
И дорога пылится слегка, 
И уныло по ровному полю 
Разливается песнь ямщика. 
Столько грусти в той песне унылой, 
Столько грусти в напеве родном, 
Что в душе моей хладной, остылой 
Разгорелося сердце огнём. 
И припомнил я ночи иные 
И родные поля и леса, 
И на очи, давно уж сухие, 
Набежала, как искра, слеза. 
Однозвучно гремит колокольчик, 
И дорога пылится слегка. 
И замолк мой ямщик, а дорога 
Предо мной далека, далека...

```

А вот текст Н. П. Макарова, приведённый в книге Б. М. Эйхенбаума:
```
Однозвучно гремит колокольчик, 
И дорога холмится слегка, 
И далёко по темному полю 
Разливается песнь ямщика. 
Столько грусти в той песне унылой, 
Столько чувства в напеве простом, 
Что в груди моей мёртвой, остылой, 
Разгорелося сердце огнём...

Мне припомнились ночи другие, 
И родные поля и леса, 
И на очи, давно уж. пустые, 
Набежала невольно слеза...

Однозвучно гремит колокольчик,
Издали откликаясь слегка,
Призамолк мой ямщик...
А дорога
Предо мной далека, далека...

```

В песенниках можно встретить и другие варианты, но такова судьба любой популярной песни.